# Wolodymyr Lytwyn

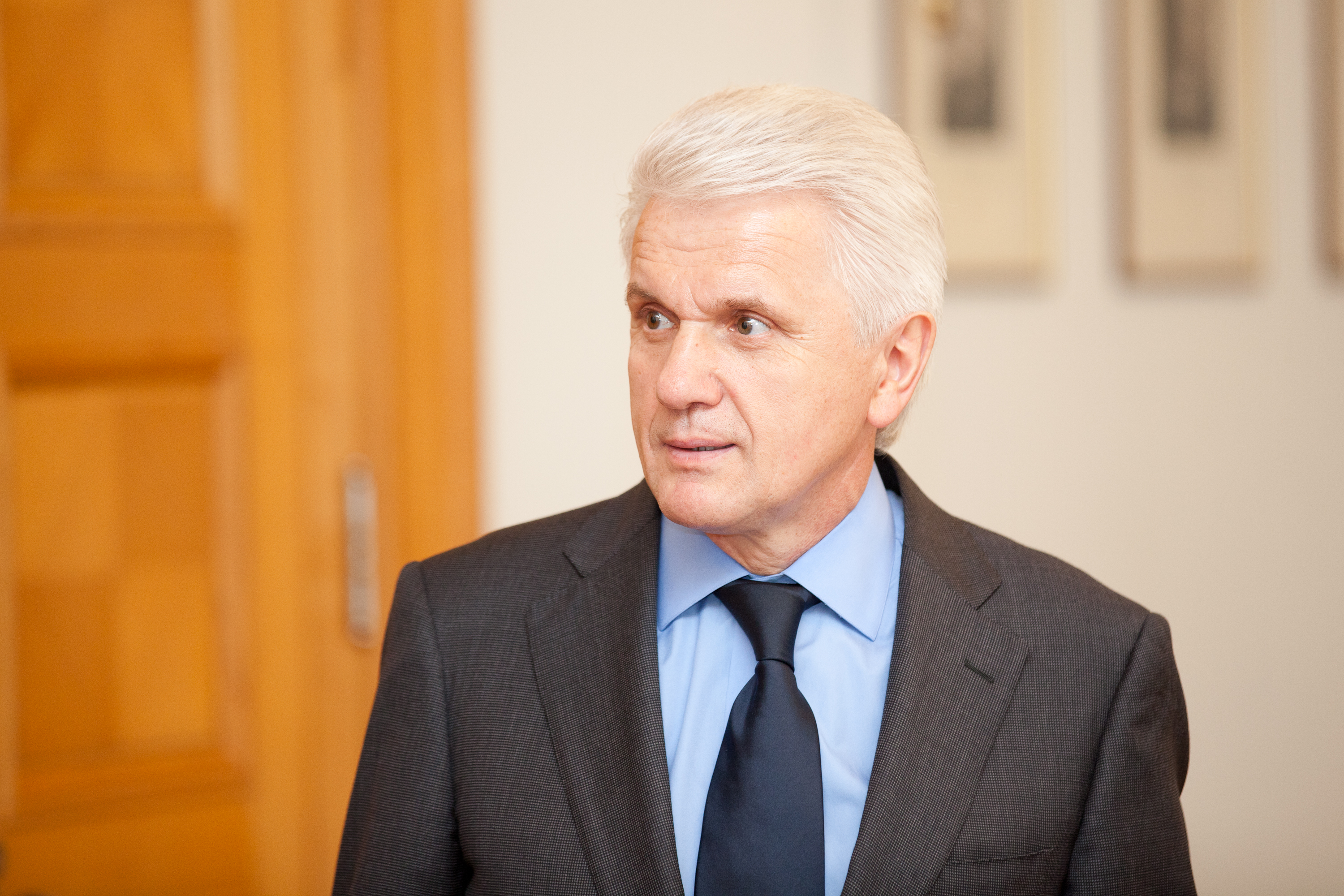
Wolodymyr Lytwyn

Wolodymyr Mychajlowytsch Lytwyn (* 28. April 1956 in Sloboda Romaniwska, Oblast Schytomyr) ist ein ukrainischer Politiker. Er war von 2002 bis 2006 und dann erneut von Dezember 2008 bis Dezember 2012 Präsident des ukrainischen Parlaments.

## Leben
Wolodymyr Lytwyn beendete im Jahr 1978 sein Studium an der Historischen Fakultät der Staatlichen Kiewer Universität. Danach blieb er bis 1986 als Dozent an der Universität. Von 1986 bis 1989 arbeitete er im Bildungsministerium der Ukrainischen SSR und war danach im Apparat des Zentralkomitees der ukrainischen Kommunisten tätig. 1991 kehrte er an die Universität zurück, wo er bis 1994 lehrte, um danach seine politische Karriere in der nunmehr unabhängigen Ukraine zu beginnen.
Lytwyn war zunächst ab August 1994 Assistent des frisch gewählten Staatspräsidenten Leonid Kutschma und stieg im November 1995 zum stellvertretenden Chef des Präsidialamtes auf. Ab 1999 leitete er das Präsidialamt.
Medienberichten zufolge soll Lytwyn als damaliger Chef des Präsidialamtes in die Entführung und Ermordung des Journalisten Heorhij Gongadse im Jahr 2000 verwickelt gewesen sein, wobei es nie zu einer gerichtlichen Verurteilung kam. 2003 wurde er Mitglied der Nationalen Akademie der Wissenschaften der Ukraine.
Bei den Parlamentswahlen 2002 wurde Lytwyn in die Werchowna Rada, das ukrainische Parlament gewählt. Er kandidierte auf der Liste des Wahlbündnisses Sa Jedinu Ukrajinu („Für eine geeinte Ukraine“), an dem auch die Partei der Regionen beteiligt war. Lytwyn wurde danach zum Parlamentspräsidenten gewählt und hatte dieses Amt bis zu den Parlamentswahlen 2006 inne, so auch während der so genannten „Orangen Revolution“. 2004 wurde er Vorsitzender der Narodna Partija. Bei den Wahlen 2006 scheiterte sein Wahlbündnis Narodnyj Blok Lytwyna („Volksblock Lytwyn“) an der Drei-Prozent-Hürde.
Bei den Parlamentswahlen 2007 schaffte das Bündnis, das nunmehr den Namen „Block Lytwyn“ trägt, mit knapp 4 % der Stimmen den Einzug ins Parlament. Nach dem Zerbrechen der Regierungskoalition und der Abwahl von Parlamentspräsident Arsenij Jazenjuk wurde Lytwyn am 9. Dezember 2008 zum zweiten Mal zum Parlamentspräsidenten gewählt. Zugleich wurde der Eintritt seiner Fraktion in eine Regierungskoalition mit dem Blok Juliji Tymoschenko und der NU-NS verkündet.
Wolodymyr Lytwyn kandidierte bei den  Präsidentschaftswahlen 2010 erreichte jedoch nur 2,35 % der Stimmen. Bei den Parlamentswahlen 2012 konnte er in der Oblast Schytomyr ein Direktmandat gewinnen und zog erneut in die Werchowna Rada ein. Am 13. Dezember 2012 wurde Wolodymyr Rybak zum neuen Parlamentspräsidenten gewählt, Lytwyn verlor somit dieses Amt. Nach der Parlamentswahl in der Ukraine 2014 war er als Mitglied der Gruppe »Volkswille« Abgeordneter in der Werchowna Rada. Bei der Parlamentswahl 2019 unterlag er in seinem Wahlkreis Dmytro Kostjuk von der Partei Sluha narodu und schied somit aus der Werchowna Rada aus.
Lytwyn erhielt die Ehrendoktorwürde der türkischen Gazi Üniversitesi.